# حسين عمارة
حسين عمارة (7 فبراير 1949 - 25 سبتمبر 2019) هو مخرج وسيناريست مصري، قام بإخراج أول فيلم له في عام 1976 (الفاتنة والصعلوك  ويعد مسلسل البخيل وأنا (1990) أشهر أعماله.

## أعماله

### مساعد مخرج
- 1970: صراع مع الموت
- 1970: الغشاش
- 1971:مدرستي الحسناء
- 1971: رجال في المصيدة
- 1971:بريء في المشنقة
- 1971:الغفران
- 1972:الرغبة والضياع
- 1973:أشرف خاطئة

### مخرج
- 1974:الفاتنة والصعلوك (فيلم)
- 1977:أين المفر ؟.. (فيلم)
- 1978:واحدة بعد واحدة ونص (فيلم)
- 1980:القناع الزائف (مسلسل)
- 1982:الخمار الوردي (مسلسل)
- 1982:أعقل زوجين في العالم (مسلسل)
- 1983:يا ما انت كريم يارب (فيلم)
- 1984: السطوح (فيلم)
- 1985: وتضحك الأقدار (فيلم)
- 1986: كلمة السر (فيلم)
- 1986: الأرملة العذراء (فيلم)
- 1987:مهمة صعبة جدا (فيلم)
- 1987:سفاح كرموز (فيلم)
- 1988:صابر يا عم صابر (مسلسل)
- 1990: البخيل وأنا (مسلسل)
- 1991: شاويش نص الليل (فيلم)
- 1993: اليتيم والذئاب (فيلم)
- 1995: البراري والحامول (مسلسل)
- 2000: روبابيكيا (مسلسل)
- 2000: الجاني مين (مسلسل)
- 2003: أولاد الأكابر (مسلسل)
- 2006: رجل وإمراتان (مسلسل)
- 2007: دنيا (مسلسل)
- 2009: أولاد الحلال (مسلسل)
- 2011: مكتوب على الجبين (مسلسل)